# Incendie du centre de données d'OVHcloud à Strasbourg
L'incendie du centre de données d'OVHcloud à Strasbourg est un incendie qui eut lieu dans la nuit du 10 mars 2021 dans le centre de données de l'entreprise OVHcloud dans le quartier du Port du Rhin, à Strasbourg, entre 1 heure, moment de l'alarme, et 7 heures, lorsque l'incendie fut circonscrit. Bien que le sinistre n'ait fait aucune victime, l'incendie a intégralement détruit un des quatre centres de données strasbourgeois (SBG2), et partiellement un autre (SBG1),. Un deuxième incendie a lieu le 19 mars 2021.
Les deux autres sites adjacents (SBG3 et SBG4) furent épargnés, mais il a fallu les mettre hors de fonctionnement durant l'incendie. Cet arrêt total ou partiel a occasionné des interruptions de service pour des milliers d'entreprises et services publics, et des pertes de données définitives encore non estimées.

## Premier incendie et constats
Dans la nuit du 9 au 10 mars 2021, un incendie se déclare dans les centres de données de Strasbourg de la société OVHCloud. L'incendie part de SBG2 pour le détruire entièrement, en épargnant SBG3 SBG4. SBG1 reste partiellement affecté. Tous les centres de données strasbourgeois d'OVH sont arrêtés lors de l'incendie.
Les causes de l'incendie, déclaré peu avant 1 h, sont encore inconnues. Les premiers éléments de l'enquête penchent sur un départ de feu accidentel depuis deux onduleurs, dont l'un avait eu des opérations de maintenance quelques heures avant l'incendie,.
Le nombre de sites internet touchés, parmi lesquels certains du gouvernement français, ou de sites officiels est très important, OVHcloud étant un acteur de premier plan en matière d'hébergement en France. À l’éducation nationale des problèmes ont été constatés au cours de la journée du mercredi 10 mars sur les Espaces numériques de travail (ENT).
Les plugins ou service en ligne utilisés dans la conception d'autres sites entraine des conséquences en cascade sur le Web mondial. À titre d'exemple, l'indisponibilité du plugin de compression d'images Imagify touche 400 000 de ses clients à travers le monde.
Les données contenues dans les serveurs détruits sont perdues, à moins d'avoir été sauvegardées par ailleurs, chez d'autres hébergeurs ou sur d'autres serveurs d'autres sites d'OVHcloud. Alexandre Archambault, avocat spécialiste des questions numériques le rappelle « ... un site Web, une activité Internet critique, se redonde sur au moins deux prestataires distincts... ». La société OVHCloud demande à ses clients d'engager  leur plan de reprise d'activité informatique.

## Sites internet, serveurs, domaines touchés
(avril 2025).

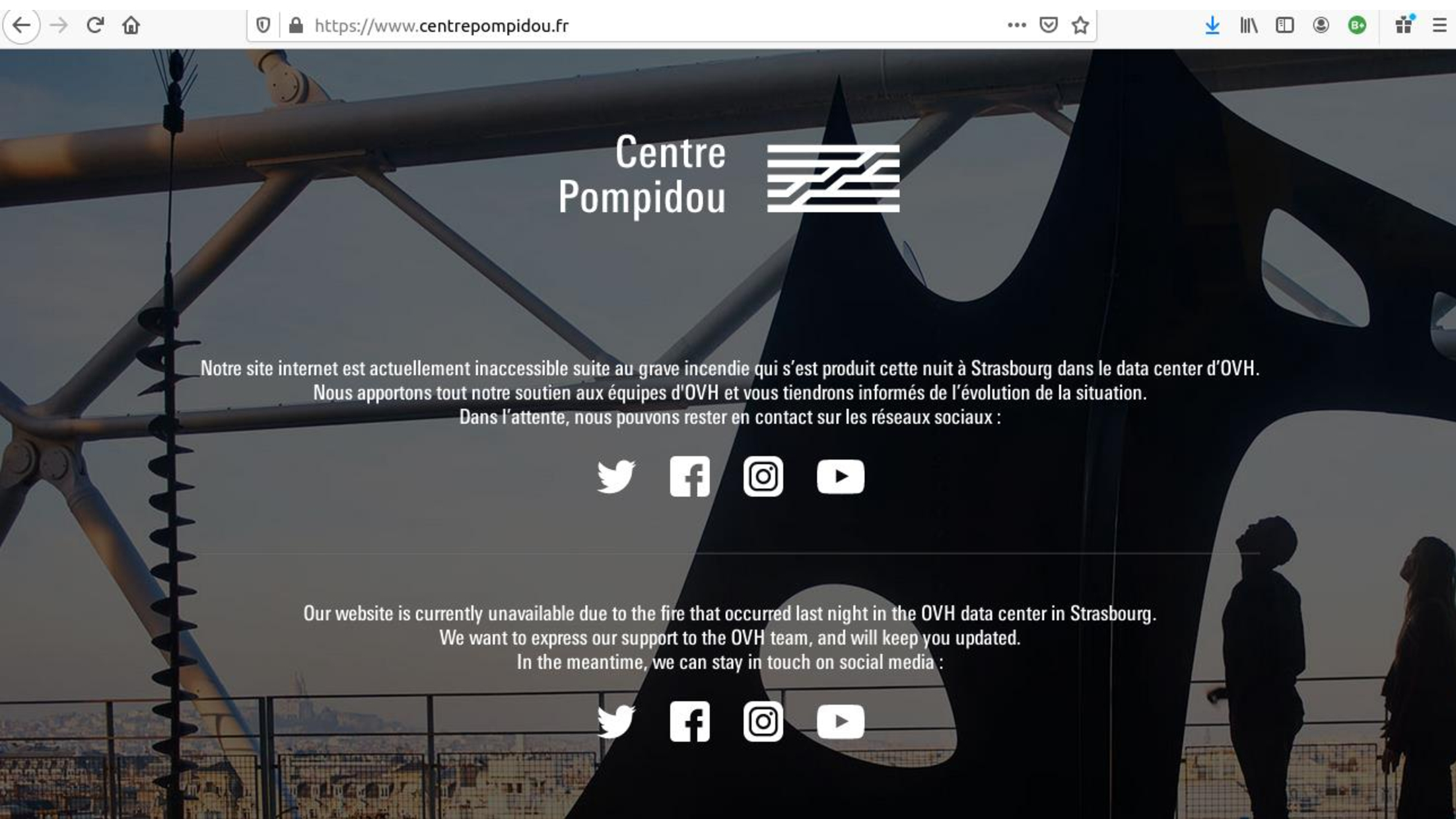
Message du site du Centre Pompidou annonçant qu'il ne marchait pas suite à l'incendie.

D'après une analyse de Netcraft, spécialiste anglais du monitoring d'Internet, environ 3,6 millions de serveurs HTTP représentant 464 000 noms de domaines, et 18 % des IP attribuées à OVH, ne répondaient plus le 10 mars entre 7 h et 8 h du matin.
La plate-forme de trading en crypto-monnaie Deribit a déclaré que son offre en ligne était en panne, mais que le trading guère affecté, grâce au recours à un serveur de rechange.
Les sinistrés, affectés à différents degrés, incluent notamment,,,, :
- services publics
  - data.gouv.fr,
  - antidiscriminations.fr,
  - marches-publics.gouv.fr
  - le Défenseur des droits,
- entreprises
  - l'aéroport de Strasbourg-Entzheim,
  - Cityscoot,
- médias et culture
  - Le Nouveau Détective,
  - Vodkaster,
  - le centre Pompidou,
  - les médiathèques utilisant la solution d'hébergement de Decalog
  - le site Météociel[16],
- enseignement et recherche
  - lycées d'Île-de-France et collèges des Hauts-de-France (ENT)[17],
  - université du Mans (élections par voie électronique reportées)[18],
  - ENT Lycée Connecté,
  - certains services de la plateforme apps.education.fr[19],
- sport
  - la Fédération française de motocyclisme,
  - l'ASM Clermont Auvergne,
  - l'US Créteil handball,
  - l'AS Saint-Priest,
  - AS Nancy-Lorraine
- partis politiques
  - l'UPR,
- jeux vidéo et jeux de société
  - Abandonware France,
  - Lichess,
  - Rust,
  - Paladium[20],
  - NationsGlory (serveurs Black, Omega, Alpha et Pink)
- sites municipaux
  - Arras,
  - Cherbourg,
  - Colmar,
  - Saverne,
  - Vichy.
- transports en commun
  - Le réseau de bus urbain de Tarbes et Lourdes TLP Mobilités,
  - l'application mobile Divia Mobilités,

Les sites hébergés dans les centres de donnés d'OVHcloud à Roubaix et à Gravelines (Nord), et à Beauharnois au Canada n'ont pas été affectés.

## Deuxième incendie
Le 19 mars au soir, un nouvel incendie a lieu dans un local à batteries du bâtiment SBG1, interrompant les travaux de remise en état.

## Des questionnements en suspens
En tant qu'hébergeur, OVH aurait eu quelques négligences sur la conception de son centre de données à Strasbourg. Ces choix d'infrastructure ont eu un impact direct sur la propagation de l'incendie et la relance des centres de données adjacents, pourtant épargnés par le feu pour certains :
- les datacenters SBG1 et SBG4 devaient être fermés (annoncé en 2017)[21],[22] ;
- le datacenter SBG4 n’était pas indépendant énergétiquement comme annoncé en 2017[21],[22] ;
- SBG3 n’avait pas sa propre salle réseau[21] ;
- des sauvegardes étaient réalisées sur le même datacenter[21] ;
- les planchers du datacenter SBG2 étaient en bois[21],[23] ;
- il n'y avait pas de système d’extinction automatisé sur SBG2[21],[23] ;
- l'énergie stockée dans des batteries au plomb (qui sous les flammes brûlent leur énergie)[réf. nécessaire] dans les salles serveurs[23] ;
- le courant d'air dû à la conception free cooling qui a propagé l'incendie dans les étages[23] ;
- l'absence de coupe-feu[23].

Le centre de données de Strasbourg (SBG2) est basé sur le concept d'une tour de cinq à six étages afin de s'appuyer sur le free cooling. À ce jour, d'autres centres de données d'OVH exploitent la même conception, à savoir Roubaix 4 (RBX4) et Beauharnois 1-2 (BHS1-2).

## Une action juridique
Neuf mois après l'incendie qui a détruit le data center d'OVHcloud, vingt entreprises ont jugées les propositions de dédommagement beaucoup trop faibles et ont lancé un recours collectif contre l'hébergeur, coordonné par Jocelyn Ziegler, avocat au cabinet Ziegler & Associés.
Le cabinet demande ensuite, pour les 140 clients qu'il représente, des dommages et intérêts de plus de 10 millions d'euros en réparation des préjudices.
Puis on apprend que ce sont 170 entreprises, hébergées dans la ferme de serveurs du prestataire informatique qui a brûlé à Strasbourg en mars 2021, qui se sont regroupées et préparent une action collective pour obtenir réparation.
Le 26 janvier 2023, le tribunal de commerce de Lille rend un jugementqui établit qu'OVHcloud a commis un manquement contractuel en stockant les sauvegardes au même endroit que les données principales et qui condamne la société OVHcloud à payer 100 000 € de dommages et intérêts à Bâti Courtage, un client dont les données et les sauvegardes ont été perdues dans l'incendie.
Le 9 mars 2023, le tribunal de commerce de Lille a rendu un nouveau jugement qui établit qu'OVHcloud a commis une faute vis-à-vis de son client et condamne la société OVHcloud à payer environ 145 000 € de dommages et intérêts à la société Bluepad, un client dont les données et les sauvegardes ont été perdues dans l'incendie.

## Rapport d'accident et préconisations
Le 27 mai 2022, le Bureau d'enquêtes et d'analyses sur les risques industriels (BEA-RI) rend un rapport d'enquête comprenant une chronologie détaillée de l'évènement, les conclusions de l'enquête et des préconisations quant à la reconstruction de SBG2 et la construction de futurs datacenters de ce type. Celui-ci ne mentionne pas les expertises judiciaires en cours menées par le collège d’experts désigné par le Tribunal Judiciaire de Strasbourg.
Ce rapport pointe d'une part des problèmes structurels liés à la conception du bâtiment et à l'absence de système d’extinction automatisé et, d'autre part, la difficulté de couper totalement l'alimentation électrique du site. Et ce qu'elle soit externe, via le réseau Strasbourg Électricité Réseaux, ou interne, via les réseaux de batteries et les générateurs de secours censés fournir de l'électricité en cas de défaillance de l'alimentation externe. Ces différents facteurs ont favorisé la progression de l'incendie et retardé l'intervention des secours incendie, expliquant l' « embrasement généralisé de SBG2 et la propagation de l’incendie à des bâtiments voisins ».